# Lijst van postapocalyptische films
Hieronder volgt een lijst van (post)apocalyptische films.

## Lijst
| Titel                              | Jaar | Regisseur               |
| ---------------------------------- | ---- | ----------------------- |
| 9                                  | 2009 | Shane Acker             |
| 12 Monkeys                         | 1995 | Terry Gilliam           |
| 28 Days Later                      | 2002 | Danny Boyle             |
| A.I.: Artificial Intelligence      | 2001 | Steven Spielberg        |
| Æon Flux                           | 2005 | Karyn Kusama            |
| Battle for the Planet of the Apes  | 1973 | J. Lee Thomson          |
| Battlefield Earth                  | 2000 | Roger Christian         |
| Beneath the Planet of the Apes     | 1970 | Ted Post                |
| Bis ans Ende der Welt              | 1991 | Wim Wenders             |
| The Book of Eli                    | 2010 | Hughes Brothers         |
| A Boy and His Dog                  | 1975 | L.Q. Jones              |
| Breathe                            | 2024 | Stefon Bristol          |
| Carriers                           | 2009 | Alex Pastor             |
| Children of Men                    | 2006 | Alfonso Cuarón          |
| City Limits                        | 1985 | Aaron Lipstadt          |
| City of Ember                      | 2008 | Gil Kenan               |
| Cloud Atlas                        | 2012 | Tom Tykwer              |
| Dawn of the Dead                   | 2004 | Zack Snyder             |
| Dawn of the Planet of the Apes     | 2014 | Matt Reeves             |
| The Day After Tomorrow             | 2004 | Roland Emmerich         |
| Delicatessen                       | 1991 | Marc Caro               |
| Divergent                          | 2014 | Neil Burger             |
| Doomsday                           | 2008 | Neil Marshall           |
| Elevation                          | 2024 | George Nolfi            |
| Equilibrium                        | 2002 | Kurt Wimmer             |
| Escape from L.A.                   | 1996 | John Carpenter          |
| Escape from New York               | 1981 | John Carpenter          |
| Final Fantasy: The Spirits Within  | 2001 | Hironobu Sakaguchi      |
| The Host                           | 2013 | Andrew Niccol           |
| The Hunger Games                   | 2011 | Gary Ross               |
| I Am Legend                        | 2007 | Francis Lawrence        |
| I Am Omega                         | 2007 | Griff Furst             |
| Jason X                            | 2001 | James Isaac             |
| The Last Man on Earth              | 1964 | Ubaldo Ragona           |
| Legion                             | 2010 | Scott Stewart           |
| Logan's Run                        | 1976 | Michael Anderson        |
| The Lost Future                    | 2010 | Mikael Solomon          |
| Mad Max                            | 1979 | George Miller           |
| Mad Max 2                          | 1981 | George Miller           |
| Mad Max Beyond Thunderdome         | 1985 | George Miller           |
| Mad Max: Fury Road                 | 2015 | George Miller           |
| Melancholia                        | 2011 | Lars von Trier          |
| Mindwarp                           | 1992 | Steve Barnett           |
| The Day After                      | 1983 | Nicholas Meyer          |
| The Matrix                         | 1999 | Andy & Lana Wachowski   |
| The Maze Runner                    | 2014 | Wes Ball                |
| Maze Runner: The Scorch Trials     | 2015 | Wes Ball                |
| Maze Runner: The Death Cure        | 2018 | Wes Ball                |
| The Mist                           | 2007 | Frank Darabont          |
| Nausicaä of the Valley of the Wind | 1984 | Hayao Miyazaki          |
| Oblivion                           | 2013 | Joseph Kosinki          |
| Omega Doom                         | 1997 | Albert Pyun             |
| The Omega Man                      | 1971 | Boris Sagal             |
| Planet of the Apes                 | 2001 | Tim Burton              |
| The Quiet Earth                    | 1985 | Geoff Murphy            |
| Quintet                            | 1979 | Robert Altman           |
| Reign of Fire                      | 2002 | Rob Bowman              |
| Resident Evil: Afterlife           | 2010 | Paul W.S. Anderson      |
| Resident Evil: Extinction          | 2007 | Russell Mulcahy         |
| Resident Evil: Retribution         | 2012 | Paul W.S. Anderson      |
| The Road                           | 2009 | John Hillcoat           |
| Robot Holocaust                    | 1986 | Tim Kincaid             |
| Robot Monster                      | 1953 | Phil Tucker             |
| Rocketship X-M                     | 1950 | Kurt Neumann            |
| Snowpiercer                        | 2013 | Bong Joon-ho            |
| A Sound of Thunder                 | 2005 | Peter Hyams             |
| The Terminator                     | 1984 | James Cameron           |
| Terminator Genisys                 | 2015 | Alan Taylor             |
| Terminator Salvation               | 2009 | McG                     |
| Things to Come                     | 1936 | William Cameron Menzies |
| The Time Machine                   | 2002 | Simon Wells             |
| Threads                            | 1984 | Mick Jackson            |
| Titan A.E.                         | 2000 | Don Bluth               |
| Transmorphers                      | 2007 | Leigh Scott             |
| Ultra Warrior                      | 1990 | Kevin Tent              |
| V for Vendetta                     | 2005 | James McTeigue          |
| Virus                              | 1980 | Kinji Fukasaku          |
| WALL-E                             | 2008 | Andrew Stanton          |
| War of the Worlds 2: The Next Wave | 2008 | C. Thomas Howell        |
| Warm Bodies                        | 2013 | Jonathan Levine         |
| Warrior of the Lost World          | 1985 | David Worth             |
| Waterworld                         | 1995 | Kevin Reynolds          |
| Zardoz                             | 1974 | John Boorman            |
| Zombieland                         | 2009 | Ruben Fleischer         |